# Битка при Сирмиум
Битката при Сирмиум се състои край Сирмиум (Срем, днешна Сърбия) между Византийската империя и Кралство Унгария на 8 юли 1167 г.
Византия с император Мануил I Комнин побеждава и в мирния договор в Белград унгарците трябва да отстъпят Далмация и Хърватия.
Византийската войска от ок. 25 000 души е командвана от Андроник Контостефан заедно с наемни туркопули и кумански войници и западни рицари. Унгарската войска от ок. 15 000 души се командва от Дéнес, граф на Бач.
Мануил I осигурява така северната граница на империята и получава Дунавските крепости Белград, Голубац.